# Philippe Basiron
Philippe Basiron (Philippon de Bourges) (c. 1449 – justo antes del 31 de mayo de 1491) fue un compositor francés, cantante, y organista del Renacimiento. Fue un compositor innovador y prominente de finales del siglo XV, y fue elogiado por muchos de su contemporáneos.

## Vida
Nació probablemente en Bourges, y recibió su primera formación allí, siendo un corista en el coro de la Santa Capilla del palacio real Bourges en octubre de 1458, junto con su hermano Pierron. Entre octubre de 1458 y  el 31 de marzo de 1459 los hermanos fueron asignados al cuidado de Jehan Gaudier, y en 1462 el compositor Guillaume Faugues fue brevemente magister puerorum (maestro de corista); él puede que tuviera una influencia en la formación del joven Philippe. Los regalos musicales del muchacho eran lo suficientemente importantes como  para se adquiriera un clavicordio para él en 1462, una ocurrencia extremadamente extraña para un corista de 12 o 13 años. Ockeghem también visitó Bourges aquel año, pero  no se sabe si Basiron le conoció entonces; aun así la influencia, y posiblemente amistad, del compositor fue clara más tarde.
En 1464 ya tenía una posición importante, dándole la responsabilidad de la instrucción musical de los otros muchachos. En 1466 llegó a ser vicario-coral, y el 5 de febrero de 1469 ascendió a magister puerorum.
Su mandato como maestro de los niños del coro no estuvo exento de dificultades; varias veces fue reprendido por las autoridades de la capilla por no haber podido mantener sus ocupaciones sin problemas. Sin embargo, fue la primera persona en ocupar el cargo durante cinco años; en los tres años que le precedieron, no menos de cinco personas trataron de dirigir el coro y fracasaron. En 1474 abandonó la Santa Capilla, pero las circunstancias son desconocidas.  Su sucesor fue François Maugis.
Antes de 1490 regresó a la Santa Capilla, pero desde entonces todos los registros de la capilla del periodo entre1476 y 1486 están perdidos, la fecha exacta no puede ser determinada. Basiron era vicario de una iglesia cercana en 1490, y tuvo que morir antes del 31 de mayo de 1491, puesto que una vivienda de la iglesia pasó a su hermano en aquella fecha.

## Música e influencia
La música de Basiron se difundió ampliamente por Europa, y fue muy elogiada por sus contemporáneos. Además fue muy precoz: muchas de sus canciones fueron escritas en su adolescencia, y probablemente gran parte de su música de juventud se ha perdido. Un total de cuatro misas, tres motetes y seis canciones han sobrevivido, y también se le atribuye una misa.
Estilísticamente la música de Basiron se parece a la de Ockeghem, y es innovador en otras formas. Utilizó repetición secuencial, y fue quizás el primer compositor en escribir una pieza en que la imitación era el dispositivo estructural principal de principio a fin (el Regina celi). También fue capaz de crear movimientos largos yuxtaponiendo secciones de textura variable, pero sin desunión; su Messa de Franza es el ejemplo más famoso. Ercole I d'Este, duque de Ferrara, oyó la fama de Basiron, y solicitó que le enviara su Missa l'homme armé.
Eloy d'Amerval mencionaba a Basiron en 1508 entre los "20 grandes compositores del siglo XV"; ambos Pierre Moulu y el teórico Gaffurius le alababan; y el famoso poeta Guillaume Crétin, en su Déploration sur le trépas de Jean Ockeghem, listado Basiron entre los ángeles que cantaban dulcemente en el cielo dando la bienvenida a Ockeghem para que se les uniese.

## Obras

### Misas
1. Missa de Franza (4vv);
2. Missa l'homme armé (Mencionado como una nueva composición el 24 de marzo de 1484, en Ferrara) (4vv);
3. Missa Regina caeli (4vv);
4. Missa tetradi pladis (Perdido; descrito por Franchinus Gaffurius) (voicing desconocido)

### Misa (atribuida)
1. Missa D'ung aultre amer (4vv)

### Motetes
1. Inviolata integra et casta (4vv);
2. Regina celi (4vv);
3. Salve regina (4vv) (también, erroneously, atribuido a Johannes Ockeghem).

### Canciones
1. De m'esjouir Plus n'ay puissance (3vv) (Rondeau);
2. D'ung aultre amer yo (4vv) (usos "L'homme armé" en el tenor);
3. D'ung aultre amer II (4vv);
4. Je le sçay bien (3vv) (Rondeau);
5. Nul ne l'Un tele (3vv) (Bergerette, basado en "Je ne viz onques la pareille" por Guillaume Dufay, Gilles Binchois, o Antoine Busnois);
6. Tant fort me tarde (3vv) (Rondeau).

## Grabaciones
- 1996 - Oh Flanders Libre. Música del Renacimiento flamenco: Ockeghem, Josquin, Susato, De la Rue. Capilla Flamenca. Alamire LUB 03, Naxos 8.554516.